# Torneo Clausura 2023 Liga Prom
El Torneo Clausura 2023, oficialmente llamado por motivo de patrocinio Liga Prom Tigo Clausura 2023 fue la sexta edición de la  segunda división panameña, siendo el final de la temporada 2023. El campeón defensor fue el Veraguas United FC luego de obtener su primer título en el Torneo Apertura 2023.
El torneo se vio interrumpido entre la jornada 14 y 15, por las protestas en el país ocasionadas por el rechazo al Contrato Minero. El 27 de octubre de 2023 se confirmó por la Liga Panameña de Fútbol la suspensión de los partidos. Por lo cual se vio retrasada la finalización del mismo.
Las Águilas de la U se coronó por primera vez campeón, al vencer 0-2 al Veraguas United FC en el Complejo Deportivo de Los Andes.

## Novedades
- La franquicia de Club Deportivo Centenario fue adquirida por el Club Deportivo Bocas Fútbol Club e incluido en la Conferencia Oeste.[3]
- La franquicia de Sociedad Deportiva Panamá Oeste fue adquirida por la Academia Costa del Este, pero manteniendo el mismo nombre.
- Las Águilas de la U fueron promovidas de la Conferencia Oeste - Sur a la Conferencia Este - Norte, ocupando la plaza dejada por el CD Centenario.

## Sistema de competición
El torneo de la Liga Prom Tigo Clausura 2023 está conformado en dos partes:
- Fase de calificación: Se integra por dos conferencias, divididas en dos zonas (norte y sur) y desarrollada por 10 jornadas respectivamente dentro de su grupo y 6 jornadas entre zonas (norte vs sur).
- Fase final: Se integra por los partidos de cuartos de final, semifinales y la gran final.

### Fase de clasificación
En la fase de clasificación se observó el sistema de puntos. La ubicación en la tabla general está sujeta a lo siguiente:
- Por juego ganado se obtendrán tres puntos.
- Por juego empatado se obtendrá un punto.
- Por juego perdido no se otorgan puntos.

En esta fase participan los 24 clubes de la Liga Prom jugando en dos grupos llamados conferencias durante las 10 jornadas respectivas.

### Fase Final
En la fase final se observa el sistema de eliminación directa. Los ocho mejores clubes ubicados en la tabla de posiciones avanzan a esta ronda, disputada de la siguiente manera. 
Ronda finales de Conferencias:
- Semifinales de Conferencia Este:

Llave I: 1° (Zona Norte - Este) vs. 2° (Zona Sur - Este)
Llave II: 1° (Zona Sur - Este) vs. 2° (Zona Norte - Este)
- Semifinales de Conferencia Oeste:

Llave I: 1° (Zona Norte - Oeste) vs. 2° (Zona Sur - Oeste)
Llave II: 1° (Zona Sur - Oeste) vs. 2° (Zona Norte - Oeste)
Finales de Conferencia:
- Conferencia Este:

Ganador Llave I vs. Ganador Llave II
- Conferencia Oeste:

Ganador Llave I vs. Ganador Llave II
Gran Final:
Ganador Conferencia Este vs. Ganador Conferencia Oeste

## Equipos participantes

### Equipos por provincia
| N.° | Provincia      | Equipos |
| --- | -------------- | --- |
| 11  | Panamá         | Águilas de la UP, Alianza F. C. II, C. D. del Este II, C. D. Plaza Amador II, Panamá City FC, San Martín F. C., S. D. Atlético Nacional, Sporting S. M. II, Tauro F. C. II, UDELAS F. C. y UMECIT F. C. II |
| 3   | Colón          | Academy Champions FC, Colón C-3 F. C. y Deportivo Árabe Unido II |
| 3   | Panamá Oeste   | C. A. Independiente II, San Francisco F. C. II y S. D. Panamá Oeste |
| 2   | Coclé          | Unión Coclé F. C., Universidad Latina |
| 2   | Chiriquí       | C. D. Atlético Chiriquí II y Mario Méndez F. C. |
| 1   | Bocas del Toro | C. D. Bocas F. C. |
| 1   | Herrera        | Herrera F. C. II |
| 1   | Veraguas       | Veraguas United F. C. |

### Información de los equipos participantes
| Equipo                    | Entrenador        | Ciudad           | Estadio                      | Capacidad | Patrocinador                                                           | Kit          |
| ------------------------- | ----------------- | ---------------- | ---------------------------- | --------- | ---------------------------------------------------------------------- | ------------ |
| Academy Champions FC      | Ausberto Valencia | Colón            | Armando Dely Valdés          | 1 121     | Ginza                                                                  | Bandera de ? |
| Águilas de la UP          | David Acosta      | Ciudad de Panamá | Luis 'Cascarita' Tapia (*)   | 900       | 2 patrocinadores VAX Poin Panamá                                       | Strik3r      |
| Alianza F. C. II          | Bandera de ?      | Juan Díaz        | Luis 'Cascarita' Tapia       | 900       | 2 patrocinadores ShowTime Clinilab Panamá                              | Keuka        |
| Atlético Chiriquí II      | Jonathan Parra    | David            | San Cristóbal                | 2 890     | 2 patrocinadores Transporte Rivera Hermanos S.A. Hotel Ciudad de David | Bandera de ? |
| Colón C-3                 | Carlos Miranda    | Colón            | Armando Dely Valdés          | 1 121     | Orgullo Colonense                                                      | Crack Sport  |
| C. A. Independiente II    | Armando Gun       | La Chorrera      | Agustín 'Muquita' Sánchez    | 3 000     | 2 patrocinadores Altos De La Pradera Eco Moda                          | Everlast     |
| C. D. Bocas F. C.         | Jonathan Meza     | Bocas del Toro   | Edson Arantes Do Nascimiento | 1 200     | 2 patrocinadores Colón 2000 Petrocar                                   | Adidas       |
| Potros del Este II        | Luis Jaramillo    | Pacora           | Maracaná                     | 5 500     | Bridgestone                                                            | Luanvi       |
| C. D. Plaza Amador II     | César Morales     | El Chorrillo     | Maracaná                     | 5 500     | 2 patrocinadores Sportium SPARK                                        | Puma         |
| Deportivo Árabe Unido II  | Alfonso de Moya   | Colón            | Armando Dely Valdés          | 1 121     | 3 patrocinadores Betcha.pa AguAseo Kendall Motor Oil                   | Kelme        |
| Herrera F. C. II          | Jesús Martínez    | Herrera          | Los Milagros                 | 1 000     | 2 patrocinadores Varela Hermanos S.A. Betcris                          | Adidas       |
| Mario Méndez F. C.        | Jesús Salcedo     | Chiriquí         | San Cristóbal                | 2 890     |                                                                        | Valor        |
| Panama City F. C.         | Freddy Romero     | Ciudad de Panamá | Eagles Stadium               | 700       | Terpel Voltex                                                          | Adidas       |
| San Francisco F. C. II    | Jorge Santos      | La Chorrera      | Agustín 'Muquita' Sánchez    | 3 000     | TicketMore                                                             | Valor        |
| San Martín F. C.          | Edison Cadena     | San Martín       | Luis 'Cascarita' Tapia       | 900       | AIF S. A.                                                              | Strik3r      |
| S. D. Atlético Nacional   | Gustavo Ávila     | Panamá           | Maracaná (*)                 | 5 500     | TERMOPANEL                                                             | Adidas       |
| S. D. Panamá Oeste        | Jorge Torres      | Capira           | Agustín 'Muquita' Sánchez    | 3 000     | 2 patrocinadores Somos Seguros Os Segredo Do Carne                     | M            |
| Sporting San Miguelito II | César Aguilar     | San Miguelito    | Los Andes                    | 1 145     | Sparkle Power S.A.                                                     | Spirits      |
| Tauro F. C. II            | Javier Ainstein   | Pedregal, Panamá | Luis 'Cascarita' Tapia       | 900       | 3 patrocinadores Terpel Universidad del Istmo Kentucky Fried Chicken   | Patrick      |
| UDELAS F. C.              | Manuel Valencia   | San Miguelito    | CAI Sport Center             | 500       | 2 patrocinadores UDELAS PROMED                                         | Viomar       |
| UMECIT F. C. II           | Javier Torres     | San Miguelito    | Campo Futuras Promesas       | 300       | UMECIT                                                                 | Adidas       |
| Unión Coclé F. C.         | Juan Ramírez      | Penonomé         | Virgilio Tejeira             | 900       | First Quantum                                                          | Avalos       |
| Universidad Latina        | Javier Miller     | Penonomé         | Virgilio Tejeira             | 900       | 3 patrocinadores Universidad Latina Learding Vila Banco LAFISE         | Sheffy       |
| Veraguas United F. C.     | Marcos Pimentel   | Veraguas         | Rafael Rodríguez             | 700       | Super Carnes                                                           | WOLF         |

- Nota: (*) Estos estadios fueron utilizados temporalmente por estos equipos.

### Cambios de entrenadores
| Equipo             | Entrenador saliente | Jornada dirigidas | Tipo de despido | Posición en la tabla | Reemplazado por |
| ------------------ | ------------------- | ----------------- | --------------- | -------------------- | --------------- |
| Herrera FC II      | Manel Mirambel      | Pretemporada      | Fin Contrato    | Pretemporada         | Jesús Martínez  |
| S. D. Panamá Oeste | José Soriano        | Pretemporada      | Mutuo Acuerdo   | Pretemporada         | Jorge Torres    |

## Conferencia Este

### Clasificación

#### Zona Norte
| Pos. | Equipo                    | Pts. | PJ | G  | E | P  | GF | GC | Dif. | Notas                                    |
| ---- | ------------------------- | ---- | -- | -- | - | -- | -- | -- | ---- | ---------------------------------------- |
| 1    | Sporting San Miguelito II | 39   | 16 | 12 | 3 | 1  | 30 | 11 | +19  | Acceso a las semifinales de conferencia. |
| 2    | Águilas de la U           | 30   | 16 | 9  | 3 | 4  | 24 | 11 | +13  | Acceso a las semifinales de conferencia. |
| 3    | UMECIT F. C. II           | 28   | 16 | 8  | 4 | 4  | 20 | 20 | 0    |                                          |
| 4    | Deportivo Árabe Unido II  | 23   | 16 | 6  | 5 | 5  | 22 | 15 | +7   |                                          |
| 5    | Academy Champions F. C.   | 19   | 16 | 7  | 4 | 5  | 24 | 12 | +12  |                                          |
| 6    | Colón C-3 F. C.           | 7    | 16 | 1  | 4 | 11 | 10 | 31 | −21  | Último lugar.                            |

Actualizado a los partidos jugados el 19 de noviembre de 2023.
 Fuente: Liga Prom, Soccerway.
Notas:
1. ↑  Academy Champions fue sancionado con la pérdida de 6 puntos por las trifulcas ocasionadas en la final de conferencia del torneo pasado.
2. ↑  El partido contra el Alianza FC II le fue dado por derrota 3 a 0 por incumplir el reglamento (alineación indebida).

#### Zona Sur
| Pos. | Equipo                | Pts. | PJ | G  | E | P  | GF | GC | Dif. | Notas                                    |
| ---- | --------------------- | ---- | -- | -- | - | -- | -- | -- | ---- | ---------------------------------------- |
| 1    | Tauro F. C. II        | 35   | 16 | 10 | 5 | 1  | 44 | 21 | +23  | Acceso a las semifinales de conferencia. |
| 2    | Alianza F. C. II      | 25   | 16 | 7  | 4 | 5  | 16 | 16 | 0    | Acceso a las semifinales de conferencia. |
| 3    | Panama City F. C.     | 23   | 16 | 6  | 5 | 5  | 25 | 24 | +1   |                                          |
| 4    | Potros del Este II    | 17   | 16 | 5  | 2 | 9  | 24 | 37 | −13  |                                          |
| 5    | C. D. Plaza Amador II | 10   | 16 | 2  | 4 | 10 | 20 | 27 | −7   |                                          |
| 6    | San Martín F. C.      | 4    | 16 | 1  | 1 | 14 | 17 | 51 | −34  | Último lugar.                            |

Actualizado a los partidos jugados el 18 de noviembre de 2023.
 Fuente: Liga Prom, Soccerway.
Notas:
1. ↑  El partido contra el Colón C-3 FC le fue dado por ganado 3 a 0 por incumplir el reglamento (alineación indebida).

### Resultados
- Los horarios son correspondientes al tiempo de Ciudad de Panamá (UTC-5).
- Puedes mirar el calendario completo aquí.

| Jornada 1          | Jornada 1 | Jornada 1          | Jornada 1                 | Jornada 1   | Jornada 1 | Jornada 1 | Jornada 1 | Jornada 1 | Jornada 1 |
| ------------------ | --------- | ------------------ | ------------------------- | ----------- | --------- | --------- | --------- | --------- | --------- |
| Zona Norte         |           |                    |                           |             |           |           |           |           |           |
| Local              | Resultado | Visitante          | Estadio                   | Fecha       | Hora      | TV        |           |           |           |
| Colón C-3          | 1 - 1     | CD Árabe Unido II  | Armando Dely Valdés       | 21 de julio | 16:00     |           |           |           |           |
| UMECIT FC II       | 2 - 3     | Sporting SM II     | Campo Futuras Promesas    | 23 de julio | 16:00     |           |           |           |           |
| Águilas de la U    | 1 - 1     | Academy Champions  | Luis E. "Cascarita" Tapia | 23 de julio | 17:00     |           |           |           |           |
| Zona Sur           |           |                    |                           |             |           |           |           |           |           |
| Local              | Resultado | Visitante          | Estadio                   | Fecha       | Hora      | TV        |           |           |           |
| Potros del Este II | 2 - 2     | CD Plaza Amador II | Luis E. "Cascarita" Tapia | 21 de julio | 17:00     |           |           |           |           |
| Alianza FC II      | 2 - 1     | San Martin FC      | Luis E. "Cascarita" Tapia | 22 de julio | 18:00     |           |           |           |           |
| Panamá City FC     | 0 - 3     | Tauro FC II        | Eagles Stadium            | 22 de julio | 19:00     |           |           |           |           |
| Total de goles: 19 |           |                    |                           |             |           |           |           |           |           |

| Jornada 2          | Jornada 2 | Jornada 2          | Jornada 2                 | Jornada 2                  | Jornada 2 | Jornada 2 | Jornada 2 | Jornada 2 | Jornada 2 |
| ------------------ | --------- | ------------------ | ------------------------- | -------------------------- | --------- | --------- | --------- | --------- | --------- |
| Zona Norte         |           |                    |                           |                            |           |           |           |           |           |
| Local              | Resultado | Visitante          | Estadio                   | Fecha                      | Hora      | TV        |           |           |           |
| Sporting SM        | 1 - 0     | Águilas de la U    | Los Andes                 | 28 de julio                | 17:00     | +         |           |           |           |
| Academy Champions  | 0 - 0     | CD Árabe Unido II  | Armando Dely Valdés       | 29 de julio                | 16:00     |           |           |           |           |
| UMECIT FC II       | 1 - 0     | Colón C-3          | Campo Futuras Promesas    | 29 de julio                | 16:00     |           |           |           |           |
| Zona Sur           |           |                    |                           |                            |           |           |           |           |           |
| Local              | Resultado | Visitante          | Estadio                   | Fecha                      | Hora      | TV        |           |           |           |
| Potros del Este    | 1 - 2     | San Martin FC      | Luis E. "Cascarita" Tapia | 28 de julio y 15 de agosto | 17:00     |           |           |           |           |
| Panamá City FC     | 3 - 0     | Alianza FC II      | Eagles Stadium            | 29 de julio                | 19:00     |           |           |           |           |
| Tauro FC II        | 1 - 1     | CD Plaza Amador II | Luis E. "Cascarita" Tapia | 30 de julio                | 17:00     |           |           |           |           |
| Total de goles: 10 |           |                    |                           |                            |           |           |           |           |           |

| Jornada 3          | Jornada 3 | Jornada 3          | Jornada 3                 | Jornada 3   | Jornada 3 | Jornada 3 | Jornada 3 | Jornada 3 | Jornada 3 |
| ------------------ | --------- | ------------------ | ------------------------- | ----------- | --------- | --------- | --------- | --------- | --------- |
| Zona Norte         |           |                    |                           |             |           |           |           |           |           |
| Local              | Resultado | Visitante          | Estadio                   | Fecha       | Hora      | TV        |           |           |           |
| CD Árabe Unido II  | 0 - 1     | Sporting SM        | Armando Dely Valdés       | 4 de agosto | 16:00     |           |           |           |           |
| Colón C-3 FC       | 0 - 0     | Academy Champions  | Armando Dely Valdés       | 5 de agosto | 16:00     |           |           |           |           |
| Águilas de la U    | 1 - 1     | UMECIT FC II       | Luis E. "Cascarita" Tapia | 5 de agosto | 18:00     |           |           |           |           |
| Zona Sur           |           |                    |                           |             |           |           |           |           |           |
| Local              | Resultado | Visitante          | Estadio                   | Fecha       | Hora      | TV        |           |           |           |
| San Martin FC      | 1 - 3     | Tauro FC II        | Luis E. "Cascarita" Tapia | 3 de agosto | 20:00     | +         |           |           |           |
| Alianza FC II      | 1 - 0     | Potros del Este II | Luis E. "Cascarita" Tapia | 4 de agosto | 20:00     | +         |           |           |           |
| CD Plaza Amador II | 0 - 1     | Panamá City FC     | Los Andes                 | 6 de agosto | 17:00     |           |           |           |           |
| Total de goles: 9  |           |                    |                           |             |           |           |           |           |           |

| Jornada 4          | Jornada 4 | Jornada 4          | Jornada 4                 | Jornada 4    | Jornada 4 | Jornada 4 | Jornada 4 | Jornada 4 | Jornada 4 |
| ------------------ | --------- | ------------------ | ------------------------- | ------------ | --------- | --------- | --------- | --------- | --------- |
| Zona Norte         |           |                    |                           |              |           |           |           |           |           |
| Local              | Resultado | Visitante          | Estadio                   | Fecha        | Hora      | TV        |           |           |           |
| Sporting SM        | 3 - 2     | Colón C-3 FC       | Los Andes                 | 11 de agosto | 17:00     | +         |           |           |           |
| UMECIT FC II       | 1 - 0     | Academy Champions  | Campo Futuras Promesas    | 13 de agosto | 16:00     |           |           |           |           |
| Águilas de la U    | 1 - 0     | CD Árabe Unido II  | Luis E. "Cascarita" Tapia | 13 de agosto | 18:00     |           |           |           |           |
| Zona Sur           |           |                    |                           |              |           |           |           |           |           |
| Local              | Resultado | Visitante          | Estadio                   | Fecha        | Hora      | TV        |           |           |           |
| Panamá City FC     | 0 - 1     | Potros del Este II | Luis E. "Cascarita" Tapia | 10 de agosto | 20:00     |           |           |           |           |
| Tauro FC II        | 2 - 0     | Alianza FC II      | Luis E. "Cascarita" Tapia | 11 de agosto | 17:00     |           |           |           |           |
| San Martin FC      | 0 - 2     | CD Plaza Amador II | Luis E. "Cascarita" Tapia | 12 de agosto | 18:00     |           |           |           |           |
| Total de goles: 12 |           |                    |                           |              |           |           |           |           |           |

| Jornada 5          | Jornada 5 | Jornada 5       | Jornada 5                 | Jornada 5    | Jornada 5 | Jornada 5 | Jornada 5 | Jornada 5 | Jornada 5 |
| ------------------ | --------- | --------------- | ------------------------- | ------------ | --------- | --------- | --------- | --------- | --------- |
| Zona Norte         |           |                 |                           |              |           |           |           |           |           |
| Local              | Resultado | Visitante       | Estadio                   | Fecha        | Hora      | TV        |           |           |           |
| CD Árabe Unido II  | 2 - 0     | UMECIT FC II    | Armando Dely Valdés       | 18 de agosto | 16:00     |           |           |           |           |
| Academy Champions  | 2 - 1     | Sporting SM II  | Armando Dely Valdés       | 19 de agosto | 16:00     |           |           |           |           |
| Colón C-3          | 0 - 4     | Águilas de la U | Armando Dely Valdés       | 20 de agosto | 16:00     |           |           |           |           |
| Zona Sur           |           |                 |                           |              |           |           |           |           |           |
| Local              | Resultado | Visitante       | Estadio                   | Fecha        | Hora      | TV        |           |           |           |
| Alianza II         | 1 - 0     | Plaza Amador II | Luis E. "Cascarita" Tapia | 17 de agosto | 20:00     | +         |           |           |           |
| Potros del Este II | 1 - 4     | Tauro FC II     | Luis E. "Cascarita" Tapia | 19 de agosto | 18:00     |           |           |           |           |
| Panamá City FC     | 3 - 1     | San Martín FC   | Luis E. "Cascarita" Tapia | 20 de agosto | 17:00     |           |           |           |           |
| Total de goles: 19 |           |                 |                           |              |           |           |           |           |           |

| Jornada 6          | Jornada 6 | Jornada 6          | Jornada 6               | Jornada 6    | Jornada 6 | Jornada 6 | Jornada 6 | Jornada 6 | Jornada 6 |
| ------------------ | --------- | ------------------ | ----------------------- | ------------ | --------- | --------- | --------- | --------- | --------- |
| Interzona          |           |                    |                         |              |           |           |           |           |           |
| Local              | Resultado | Visitante          | Estadio                 | Fecha        | Hora      | TV        |           |           |           |
| CD Plaza Amador II | 1 - 3     | Academy Champions  | Cascarita Tapia         | 24 de agosto | 20:00     | +         |           |           |           |
| UMECIT FC II       | 3 - 1     | Potros del Este II | Campos Futuras Promesas | 26 de agosto | 16:00     |           |           |           |           |
| CD Árabe Unido II  | 0 - 0     | Alianza FC II      | Armando Dely Valdés     | 26 de agosto | 16:00     |           |           |           |           |
| Águilas de la U    | 4 - 0     | San Martin FC      | Cascarita Tapia         | 26 de agosto | 18:00     |           |           |           |           |
| Sporting SM II     | 2 - 1     | Panamá City FC     | Los Andes               | 26 de agosto | 19:00     |           |           |           |           |
| Tauro FC           | 2 - 1     | Colón C-3 FC       | Cascarita Tapia         | 27 de agosto | 18:00     |           |           |           |           |
| Total de goles: 19 |           |                    |                         |              |           |           |           |           |           |

| Jornada 7          | Jornada 7 | Jornada 7          | Jornada 7           | Jornada 7       | Jornada 7 | Jornada 7 | Jornada 7 | Jornada 7 | Jornada 7 |
| ------------------ | --------- | ------------------ | ------------------- | --------------- | --------- | --------- | --------- | --------- | --------- |
| Interzona          |           |                    |                     |                 |           |           |           |           |           |
| Local              | Resultado | Visitante          | Estadio             | Fecha           | Hora      | TV        |           |           |           |
| Potros del Este II | 1 - 1     | Academy Champions  | Cascarita Tapia     | 30 de agosto    | 20:00     |           |           |           |           |
| Alianza FC II      | 1 - 1     | Sporting SM II     | Cascarita Tapia     | 31 de agosto    | 20:00     |           |           |           |           |
| Águilas de la U    | 3 - 2     | Tauro FC II        | Cascarita Tapia     | 1 de septiembre | 17:00     |           |           |           |           |
| Colón C-3 FC       | 2 - 2     | CD Plaza Amador II | Armando Dely Valdés | 2 de septiembre | 16:00     |           |           |           |           |
| Panamá City FC     | 1 - 1     | UMECIT FC II       | Cascarita Tapia     | 2 de septiembre | 18:00     |           |           |           |           |
| San Martin FC      | 0 - 4     | CD Árabe Unido II  | Cascarita Tapia     | 3 de septiembre | 18:00     |           |           |           |           |
| Total de goles: 19 |           |                    |                     |                 |           |           |           |           |           |

| Jornada 8          | Jornada 8 | Jornada 8          | Jornada 8           | Jornada 8        | Jornada 8 | Jornada 8 | Jornada 8 | Jornada 8 | Jornada 8 |
| ------------------ | --------- | ------------------ | ------------------- | ---------------- | --------- | --------- | --------- | --------- | --------- |
| Interzona          |           |                    |                     |                  |           |           |           |           |           |
| Local              | Resultado | Visitante          | Estadio             | Fecha            | Hora      | TV        |           |           |           |
| Alianza FC II      | 1 - 0     | UMECIT FC II       | Cascarita Tapia     | 6 de septiembre  | 20:00     |           |           |           |           |
| Sporting SM        | 1 - 1     | Tauro FC II        | Los Andes           | 8 de septiembre  | 17:00     |           |           |           |           |
| CD Árabe Unido II  | 5 - 1     | Potros del Este II | Armando Dely Valdés | 9 de septiembre  | 16:00     |           |           |           |           |
| CD Plaza Amador II | 0 - 1     | Águilas de la U    | Cascarita Tapia     | 9 de septiembre  | 18:00     |           |           |           |           |
| Academy Champions  | 4 - 0     | Panamá City FC     | Armando Dely Valdés | 10 de septiembre | 16:00     |           |           |           |           |
| San Martin FC      | 1 - 1     | Colón C-3 FC       | Cascarita Tapia     | 10 de septiembre | 17:00     |           |           |           |           |
| Total de goles: 16 |           |                    |                     |                  |           |           |           |           |           |

| Jornada 9          | Jornada 9 | Jornada 9          | Jornada 9              | Jornada 9        | Jornada 9 | Jornada 9 | Jornada 9 | Jornada 9 | Jornada 9 |
| ------------------ | --------- | ------------------ | ---------------------- | ---------------- | --------- | --------- | --------- | --------- | --------- |
| Interzona          |           |                    |                        |                  |           |           |           |           |           |
| Local              | Resultado | Visitante          | Estadio                | Fecha            | Hora      | TV        |           |           |           |
| Academy Champions  | 1 - 0     | Alianza FC II      | Armando Dely Valdés    | 15 de septiembre | 16:00     |           |           |           |           |
| Tauro FC II        | 2 - 1     | CD Árabe Unido II  | Cascarita Tapia        | 15 de septiembre | 17:00     |           |           |           |           |
| Colón C-3 FC       | 2 - 1     | Panamá City FC     | Armando Dely Valdés    | 25 de septiembre | 16:00     |           |           |           |           |
| UMECIT FC II       | 2 - 1     | CD Plaza Amador II | Campo Futuras Promesas | 16 de septiembre | 16:00     |           |           |           |           |
| Potros del Este II | 0 - 2     | Águilas de la U    | Cascarita Tapia        | 16 de septiembre | 18:00     |           |           |           |           |
| Sporting SM II     | 2 - 0     | San Martin FC      | Los Andes              | 16 de septiembre | 20:00     |           |           |           |           |
| Total de goles: 14 |           |                    |                        | 16 de septiembre |           |           |           |           |           |

| Jornada 10         | Jornada 10 | Jornada 10         | Jornada 10          | Jornada 10       | Jornada 10 | Jornada 10 | Jornada 10 | Jornada 10 | Jornada 10 |
| ------------------ | ---------- | ------------------ | ------------------- | ---------------- | ---------- | ---------- | ---------- | ---------- | ---------- |
| Interzona          |            |                    |                     |                  |            |            |            |            |            |
| Local              | Resultado  | Visitante          | Estadio             | Fecha            | Hora       | TV         |            |            |            |
| CD Plaza Amador II | 0 - 2      | Sporting SM II     | Cascarita Tapia     | 20 de septiembre | 20:00      |            |            |            |            |
| Panamá City FC     | 1 - 1      | CD Árabe Unido II  | Cascarita Tapia     | 21 de septiembre | 20:00      |            |            |            |            |
| Colón C-3 FC       | 1 - 2      | Potros del Este II | Armando Dely Valdés | 22 de septiembre | 16:00      |            |            |            |            |
| Tauro FC II        | 1 - 1      | UMECIT FC II       | Cascarita Tapia     | 22 de septiembre | 17:00      |            |            |            |            |
| San Martin FC      | 1 - 2      | Academy Champions  | Cascarita Tapia     | 23 de septiembre | 18:00      |            |            |            |            |
| Águilas de la U    | 1 - 0      | Alianza FC II      | Cascarita Tapia     | 24 de septiembre | 17:00      |            |            |            |            |
| Total de goles: 13 |            |                    |                     |                  |            |            |            |            |            |

| Jornada 11         | Jornada 11 | Jornada 11         | Jornada 11             | Jornada 11       | Jornada 11 | Jornada 11 | Jornada 11 | Jornada 11 | Jornada 11 |
| ------------------ | ---------- | ------------------ | ---------------------- | ---------------- | ---------- | ---------- | ---------- | ---------- | ---------- |
| Interzona          |            |                    |                        |                  |            |            |            |            |            |
| Local              | Resultado  | Visitante          | Estadio                | Fecha            | Hora       | TV         |            |            |            |
| Academy Champions  | 1 - 2      | Tauro FC II        | Armando Dely Valdés    | 29 de septiembre | 16:00      |            |            |            |            |
| Alianza FC II      | 3 - 0      | Colón C-3 FC       | Cascarita Tapia        | 29 de septiembre | 17:00      |            |            |            |            |
| CD Árabe Unido II  | 3 - 2      | CD Plaza Amador II | Armando Dely Valdés    | 30 de septiembre | 16:00      |            |            |            |            |
| Potros del Este II | 0 - 1      | Sporting SM II     | Cascarita Tapia        | 30 de septiembre | 18:00      |            |            |            |            |
| UMECIT FC II       | 4 - 1      | San Martin FC      | Campo Futuras Promesas | 1 de octubre     | 16:00      |            |            |            |            |
| Panamá City FC     | 1 - 0      | Águilas de la U    | Cascarita Tapia        | 1 de octubre     | 17:00      |            |            |            |            |
| Total de goles: 18 |            |                    |                        |                  |            |            |            |            |            |

| Jornada 12         | Jornada 12 | Jornada 12         | Jornada 12                | Jornada 12   | Jornada 12 | Jornada 12 | Jornada 12 | Jornada 12 | Jornada 12 |
| ------------------ | ---------- | ------------------ | ------------------------- | ------------ | ---------- | ---------- | ---------- | ---------- | ---------- |
| Zona Norte         |            |                    |                           |              |            |            |            |            |            |
| Local              | Resultado  | Visitante          | Estadio                   | Fecha        | Hora       | TV         |            |            |            |
| CD Árabe Unido II  | 2 - 0      | Colón C-3 FC       | Armando Dely Valdés       | 7 de octubre | 16:00      |            |            |            |            |
| Sporting SM II     | 7 - 0      | UMECIT FC II       | Los Andes                 | 7 de octubre | 19:00      |            |            |            |            |
| Academy Champions  | 0 - 2      | Águilas de la U    | Armando Dely Valdés       | 8 de octubre | 16:00      |            |            |            |            |
| Zona Sur           |            |                    |                           |              |            |            |            |            |            |
| Local              | Resultado  | Visitante          | Estadio                   | Fecha        | Hora       | TV         |            |            |            |
| CD Plaza Amador    | 3 - 4      | Potros del Este II | Luis E. "Cascarita" Tapia | 6 de octubre | 17:00      |            |            |            |            |
| Tauro FC II        | 3 - 3      | Panamá City FC     | Luis E. "Cascarita" Tapia | 7 de octubre | 18:00      |            |            |            |            |
| San Martin FC      | 1 - 2      | Alianza FC II      | Luis E. "Cascarita" Tapia | 8 de octubre | 17:00      |            |            |            |            |
| Total de goles: 27 |            |                    |                           |              |            |            |            |            |            |

| Jornada 13         | Jornada 13 | Jornada 13         | Jornada 13                | Jornada 13    | Jornada 13 | Jornada 13 | Jornada 13 | Jornada 13 | Jornada 13 |
| ------------------ | ---------- | ------------------ | ------------------------- | ------------- | ---------- | ---------- | ---------- | ---------- | ---------- |
| Zona Norte         |            |                    |                           |               |            |            |            |            |            |
| Local              | Resultado  | Visitante          | Estadio                   | Fecha         | Hora       | TV         |            |            |            |
| CD Árabe Unido II  | 0 - 4      | Academy Champions  | Armando Dely Valdés       | 14 de octubre | 16:00      |            |            |            |            |
| Águilas de la U    | 1 - 2      | Sporting SM II     | Luis E. "Cascarita" Tapia | 14 de octubre | 18:00      |            |            |            |            |
| Colón C-3 FC       | 0 - 1      | UMECIT FC II       | Armando Dely Valdés       | 15 de octubre | 16:00      |            |            |            |            |
| Zona Sur           |            |                    |                           |               |            |            |            |            |            |
| Local              | Resultado  | Visitante          | Estadio                   | Fecha         | Hora       | TV         |            |            |            |
| CD Plaza Amador    | 1 - 3      | Tauro FC II        | Luis E. "Cascarita" Tapia | 12 de octubre | 20:00      | +          |            |            |            |
| San Martin FC      | 4 - 5      | Potros del Este II | Luis E. "Cascarita" Tapia | 13 de octubre | 17:00      |            |            |            |            |
| Alianza FC II      | 2 - 2      | Panamá City FC     | Luis E. "Cascarita" Tapia | 15 de octubre | 18:00      |            |            |            |            |
| Total de goles: 25 |            |                    |                           |               |            |            |            |            |            |

| Jornada 14         | Jornada 14 | Jornada 14         | Jornada 14                | Jornada 14    | Jornada 14 | Jornada 14 | Jornada 14 | Jornada 14 | Jornada 14 |
| ------------------ | ---------- | ------------------ | ------------------------- | ------------- | ---------- | ---------- | ---------- | ---------- | ---------- |
| Zona Norte         |            |                    |                           |               |            |            |            |            |            |
| Local              | Resultado  | Visitante          | Estadio                   | Fecha         | Hora       | TV         |            |            |            |
| Academy Champions  | 5 - 0      | Colón C-3 FC       | Armando Dely Valdés       | 20 de octubre | 16:00      |            |            |            |            |
| Sporting SM II     | 1 - 1      | CD Árabe Unido II  | Los Andes                 | 20 de octubre | 17:00      |            |            |            |            |
| UMECIT FC II       | 1 - 1      | Águilas de la U    | Campo Futuras Promesas    | 22 de octubre | 16:00      |            |            |            |            |
| Zona Sur           |            |                    |                           |               |            |            |            |            |            |
| Local              | Resultado  | Visitante          | Estadio                   | Fecha         | Hora       | TV         |            |            |            |
| Potros del Este II | 2 - 0      | Alianza FC II      | Luis E. "Cascarita" Tapia | 19 de octubre | 17:00      |            |            |            |            |
| Panamá City FC     | 1 - 1      | CD Plaza Amador II | Luis E. "Cascarita" Tapia | 20 de octubre | 18:00      |            |            |            |            |
| Tauro FC II        | 8 - 2      | San Martin FC      | Luis E. "Cascarita" Tapia | 22 de octubre | 17:00      |            |            |            |            |
| Total de goles: 23 |            |                    |                           |               |            |            |            |            |            |

| Jornada 15         | Jornada 15 | Jornada 15      | Jornada 15                | Jornada 15      | Jornada 15 | Jornada 15 | Jornada 15 | Jornada 15 | Jornada 15 |
| ------------------ | ---------- | --------------- | ------------------------- | --------------- | ---------- | ---------- | ---------- | ---------- | ---------- |
| Zona Norte         |            |                 |                           |                 |            |            |            |            |            |
| Local              | Resultado  | Visitante       | Estadio                   | Fecha           | Hora       | TV         |            |            |            |
| Colón C-3 FC       | 0 - 1      | Sporting SM II  | Armando Dely Valdés       | 11 de noviembre | 16:00      |            |            |            |            |
| Academy Champions  | 0 - 1      | UMECIT FC II    | Armando Dely Valdés       | 12 de noviembre | 16:00      |            |            |            |            |
| CD Árabe Unido II  | 2 - 0      | Águilas de la U | Armando Dely Valdés       | 19 de noviembre | 16:00      |            |            |            |            |
| Zona Sur           |            |                 |                           |                 |            |            |            |            |            |
| Local              | Resultado  | Visitante       | Estadio                   | Fecha           | Hora       | TV         |            |            |            |
| CD Plaza Amador II | 4 - 0      | San Martín FC   | Luis E. "Cascarita" Tapia | 11 de noviembre | 16:00      |            |            |            |            |
| Potros del Este II | 1 - 3      | Panama City FC  | Luis E. "Cascarita" Tapia | 12 de noviembre | 16:00      |            |            |            |            |
| Alianza FC II      | 2 - 2      | Tauro FC II     | Luis E. "Cascarita" Tapia | 13 de noviembre | 16:00      |            |            |            |            |
| Total de goles: 16 |            |                 |                           |                 |            |            |            |            |            |

| Jornada 16         | Jornada 16 | Jornada 16         | Jornada 16                | Jornada 16      | Jornada 16 | Jornada 16 | Jornada 16 | Jornada 16 | Jornada 16 |
| ------------------ | ---------- | ------------------ | ------------------------- | --------------- | ---------- | ---------- | ---------- | ---------- | ---------- |
| Zona Norte         |            |                    |                           |                 |            |            |            |            |            |
| Local              | Resultado  | Visitante          | Estadio                   | Fecha           | Hora       | TV         |            |            |            |
| Sporting SM II     | 1 - 0      | Academy Champions  | Los Andes                 | 14 de noviembre | 16:00      |            |            |            |            |
| Águilas de la U    | 2 - 0      | Colón C-3 FC       | Luis E. "Cascarita" Tapia | 17 de noviembre | 16:00      |            |            |            |            |
| UMECIT FC II       | 1 - 0      | CD Árabe Unido II  | Campo Futuras Promesas    | 17 de noviembre | 16:00      |            |            |            |            |
| Zona Sur           |            |                    |                           |                 |            |            |            |            |            |
| Local              | Resultado  | Visitante          | Estadio                   | Fecha           | Hora       | TV         |            |            |            |
| San Martín FC      | 2 - 4      | Panama City FC     | Luis E. "Cascarita" Tapia | 15 de noviembre | 16:00      |            |            |            |            |
| CD Plaza Amador II | 0 - 1      | Alianza FC II      | Los Andes                 | 17 de noviembre | 16:00      |            |            |            |            |
| Tauro FC II        | 5 - 2      | Potros del Este II | Luis E. "Cascarita" Tapia | 18 de noviembre | 16:00      |            |            |            |            |
| Total de goles: 18 |            |                    |                           |                 |            |            |            |            |            |

## Conferencia Oeste

### Clasificación

#### Zona Norte
| Pos. | Equipo                | Pts. | PJ | G | E | P  | GF | GC | Dif. | Notas                                    |
| ---- | --------------------- | ---- | -- | - | - | -- | -- | -- | ---- | ---------------------------------------- |
| 1    | Veraguas United F. C. | 31   | 16 | 9 | 4 | 3  | 42 | 15 | +27  | Acceso a las semifinales de conferencia. |
| 2    | C. D. Bocas F. C.     | 30   | 16 | 8 | 6 | 2  | 53 | 26 | +27  | Acceso a las semifinales de conferencia. |
| 3    | Mario Méndez F. C.    | 30   | 16 | 9 | 6 | 1  | 36 | 11 | +25  |                                          |
| 4    | Herrera F. C. II      | 15   | 16 | 4 | 3 | 9  | 23 | 39 | −16  |                                          |
| 5    | Universidad Latina    | 12   | 16 | 3 | 3 | 10 | 32 | 44 | −12  |                                          |
| 6    | Atlético Chiriquí II  | 3    | 16 | 1 | 0 | 15 | 10 | 94 | −84  | Último lugar.                            |

Actualizado a los partidos jugados el 7 de diciembre de 2023.
 Fuente: Liga Prom, Soccerway.
Notas:
1. ↑  Mario Méndez FC fue sancionado con la pérdida de 3 puntos por no cumplir con el requisito de jugar 1,200 minutos con sus jugadores juveniles.

#### Zona Sur
| Pos. | Equipo                  | Pts. | PJ | G | E | P | GF | GC | Dif. | Notas                                    |
| ---- | ----------------------- | ---- | -- | - | - | - | -- | -- | ---- | ---------------------------------------- |
| 1    | San Francisco F. C. II  | 30   | 16 | 8 | 6 | 2 | 32 | 16 | +16  | Acceso a las semifinales de conferencia. |
| 2    | S. D. Atlético Nacional | 27   | 16 | 7 | 6 | 3 | 27 | 19 | +8   | Acceso a las semifinales de conferencia. |
| 3    | UDELAS F. C.            | 26   | 16 | 7 | 5 | 4 | 24 | 17 | +7   |                                          |
| 4    | S. D. Panamá Oeste      | 19   | 16 | 5 | 4 | 7 | 30 | 23 | +7   |                                          |
| 5    | C. A. Independiente II  | 19   | 16 | 5 | 4 | 7 | 29 | 26 | +3   |                                          |
| 6    | Unión Coclé F. C.       | 19   | 16 | 6 | 1 | 9 | 21 | 29 | −8   | Último lugar.                            |

Actualizado a los partidos jugados el 27 de noviembre de 2023.
 Fuente: Liga Prom, Soccerway.
Notas:
1. ↑  El club fue adquirido por la Academia Costa del Este y cambiando su nombre a Sociedad Deportiva Costa del Este, pero debido a temas de reglamento y registro debe mantener su nombre actual.

#### Resultados
- Los horarios son correspondientes al tiempo de Ciudad de Panamá (UTC-5).
- Puedes mirar el calendario completo aquí.

| Jornada 1           | Jornada 1 | Jornada 1            | Jornada 1                   | Jornada 1   | Jornada 1 | Jornada 1 | Jornada 1 | Jornada 1 | Jornada 1 |
| ------------------- | --------- | -------------------- | --------------------------- | ----------- | --------- | --------- | --------- | --------- | --------- |
| Zona Norte          |           |                      |                             |             |           |           |           |           |           |
| Local               | Resultado | Visitante            | Estadio                     | Fecha       | Hora      | TV        |           |           |           |
| Veraguas United FC  | 5 - 0     | Atlético Chiriquí II | Rafael Rodríguez            | 20 de julio | 17:00     |           |           |           |           |
| CD Bocas FC         | 3 - 2     | Universidad Latina   | Edson Arantes do Nascimento | 21 de julio | 18:00     |           |           |           |           |
| Herrera FC II       | 0 - 1     | Mario Méndez FC      | Los Milagros                | 21 de julio | 19:00     |           |           |           |           |
| Zona Sur            |           |                      |                             |             |           |           |           |           |           |
| Local               | Resultado | Visitante            | Estadio                     | Fecha       | Hora      | TV        |           |           |           |
| CA Independiente II | 0 - 1     | San Francisco FC II  | Agustín 'Muquita' Sánchez   | 20 de julio | 20:00     | +         |           |           |           |
| SD Panamá Oeste     | 2 - 3     | Unión Coclé FC       | Agustín 'Muquita' Sánchez   | 21 de julio | 17:00     | +         |           |           |           |
| UDELAS FC           | 1 - 2     | SD Atlético Nacional | Javier Cruz                 | 23 de julio | 17:00     |           |           |           |           |
| Total de goles: 20  |           |                      |                             |             |           |           |           |           |           |

| Jornada 2            | Jornada 2 | Jornada 2           | Jornada 2                 | Jornada 2   | Jornada 2 | Jornada 2 | Jornada 2 | Jornada 2 | Jornada 2 |
| -------------------- | --------- | ------------------- | ------------------------- | ----------- | --------- | --------- | --------- | --------- | --------- |
| Zona Norte           |           |                     |                           |             |           |           |           |           |           |
| Local                | Resultado | Visitante           | Estadio                   | Fecha       | Hora      | TV        |           |           |           |
| Universidad Latina   | 3 - 3     | Herrera FC II       | Virgilio Tejeira          | 28 de julio | 15:30     |           |           |           |           |
| Atlético Chiriquí II | 1 - 7     | CD Bocas FC         | San Cristóbal             | 28 de julio | 18:00     |           |           |           |           |
| Mario Méndez FC      | 1 - 1     | Veraguas United FC  | San Cristóbal             | 29 de julio | 19:00     |           |           |           |           |
| Zona Sur             |           |                     |                           |             |           |           |           |           |           |
| Local                | Resultado | Visitante           | Estadio                   | Fecha       | Hora      | TV        |           |           |           |
| San Francisco FC II  | 1 - 1     | SD Panamá Oeste     | Agustín 'Muquita' Sánchez | 27 de julio | 20:00     |           |           |           |           |
| SD Atlético Nacional | 1 - 1     | CA Independiente II | Javier Cruz               | 28 de julio | 20:00     |           |           |           |           |
| Unión Coclé FC       | 1 - 2     | UDELAS FC           | Virgilio Tejeira          | 29 de julio | 15:30     |           |           |           |           |
| Total de goles: 23   |           |                     |                           |             |           |           |           |           |           |

| Jornada 3            | Jornada 3 | Jornada 3           | Jornada 3                   | Jornada 3   | Jornada 3 | Jornada 3 | Jornada 3 | Jornada 3 | Jornada 3 |
| -------------------- | --------- | ------------------- | --------------------------- | ----------- | --------- | --------- | --------- | --------- | --------- |
| Zona Norte           |           |                     |                             |             |           |           |           |           |           |
| Local                | Resultado | Visitante           | Estadio                     | Fecha       | Hora      | TV        |           |           |           |
| CD Bocas FC          | 1 - 5     | Mario Méndez FC     | Edson Arantes do Nascimento | 4 de agosto | 19:00     |           |           |           |           |
| Atlético Chiriquí II | 1 - 5     | Universidad Latina  | San Cristóbal               | 5 de agosto | 19:00     |           |           |           |           |
| Veraguas United FC   | 5 - 0     | Herrera FC II       | Rafael Rodríguez            | 6 de agosto | 18:00     |           |           |           |           |
| Zona Sur             |           |                     |                             |             |           |           |           |           |           |
| Local                | Resultado | Visitante           | Estadio                     | Fecha       | Hora      | TV        |           |           |           |
| UDELAS FC            | 0 - 1     | San Francisco FC II | Javier Cruz                 | 3 de agosto | 19:00     |           |           |           |           |
| SD Atlético Nacional | 0 - 1     | Unión Coclé FC      | Javier Cruz                 | 4 de agosto | 20:00     |           |           |           |           |
| CA Independiente II  | 2 - 1     | SD Panamá Oeste     | Muquita Sánchez             | 5 de agosto | 18:00     |           |           |           |           |
| Total de goles: 22   |           |                     |                             |             |           |           |           |           |           |

| Jornada 4           | Jornada 4 | Jornada 4            | Jornada 4        | Jornada 4    | Jornada 4 | Jornada 4 | Jornada 4 | Jornada 4 | Jornada 4 |
| ------------------- | --------- | -------------------- | ---------------- | ------------ | --------- | --------- | --------- | --------- | --------- |
| Zona Norte          |           |                      |                  |              |           |           |           |           |           |
| Local               | Resultado | Visitante            | Estadio          | Fecha        | Hora      | TV        |           |           |           |
| Herrera FC II       | 2 - 0     | Atlético Chiriquí II | Los Milagros     | 12 de agosto | 19:00     |           |           |           |           |
| Veraguas United FC  | 3 - 0     | CD Bocas FC          | Rafael Rodríguez | 13 de agosto | 18:00     |           |           |           |           |
| Mario Méndez FC     | 2 - 1     | Universidad Latina   | San Cristóbal    | 13 de agosto | 18:00     |           |           |           |           |
| Zona Sur            |           |                      |                  |              |           |           |           |           |           |
| Local               | Resultado | Visitante            | Estadio          | Fecha        | Hora      | TV        |           |           |           |
| SD Panamá Oeste     | 2 - 2     | UDELAS FC            | Muquita Sánchez  | 10 de agosto | 20:00     | +         |           |           |           |
| Unión Coclé FC      | 0 - 1     | CA Independiente II  | Virgilio Tejeira | 11 de agosto | 15:30     |           |           |           |           |
| San Francisco FC II | 2 - 1     | SD Atlético Nacional | Muquita Sánchez  | 12 de agosto | 17:00     |           |           |           |           |
| Total de goles: 16  |           |                      |                  |              |           |           |           |           |           |

| Jornada 5            | Jornada 5 | Jornada 5            | Jornada 5        | Jornada 5    | Jornada 5 | Jornada 5 | Jornada 5 | Jornada 5 | Jornada 5 |
| -------------------- | --------- | -------------------- | ---------------- | ------------ | --------- | --------- | --------- | --------- | --------- |
| Zona Norte           |           |                      |                  |              |           |           |           |           |           |
| Local                | Resultado | Visitante            | Estadio          | Fecha        | Hora      | TV        |           |           |           |
| Universidad Latina   | 1 - 4     | Veraguas United FC   | Virgilio Tejeira | 18 de agosto | 15:30     |           |           |           |           |
| Herrera FC II        | 1 - 1     | CD Bocas FC          | Los Milagros     | 18 de agosto | 17:00     | +         |           |           |           |
| Mario Méndez FC      | 3 - 0     | Atlético Chiriquí II | San Cristóbal    | 20 de agosto | 18:00     |           |           |           |           |
| Zona Sur             |           |                      |                  |              |           |           |           |           |           |
| Local                | Resultado | Visitante            | Estadio          | Fecha        | Hora      | TV        |           |           |           |
| San Francisco FC II  | 1 - 2     | Unión Coclé FC       | Muquita Sánchez  | 17 de agosto | 20:00     |           |           |           |           |
| SD Atlético Nacional | 2 - 1     | SD Panamá Oeste      | Javier Cruz      | 18 de agosto | 20:00     |           |           |           |           |
| CA Independiente     | 0 - 1     | UDELAS FC            | Muquita Sánchez  | 19 de agosto | 17;00     |           |           |           |           |
| Total de goles: 17   |           |                      |                  |              |           |           |           |           |           |

| Jornada 6            | Jornada 6 | Jornada 6            | Jornada 6                   | Jornada 6    | Jornada 6 | Jornada 6 | Jornada 6 | Jornada 6 | Jornada 6 |
| -------------------- | --------- | -------------------- | --------------------------- | ------------ | --------- | --------- | --------- | --------- | --------- |
| Interzona            |           |                      |                             |              |           |           |           |           |           |
| Local                | Resultado | Visitante            | Estadio                     | Fecha        | Hora      | TV        |           |           |           |
| Atlético Chiriquí II | 0 - 8     | CA Independiente II  | San Cristóbal               | 24 de agosto | 19:00     |           |           |           |           |
| Universidad Latina   | 0 - 0     | San Francisco FC II  | Virgilio Tejeira            | 25 de agosto | 15:30     |           |           |           |           |
| Veraguas United FC   | 3 - 1     | SD Atlético Nacional | Rafael Rodríguez            | 25 de agosto | 17:00     | +         |           |           |           |
| Bocas FC             | 2 - 1     | SD Panamá Oeste      | Edson Arantes do Nascimento | 25 de agosto | 19:00     |           |           |           |           |
| Unión Coclé FC       | 4 - 1     | Herrera FC II        | Los Andes                   | 27 de agosto | 15:30     |           |           |           |           |
| UDELAS FC            | 0 - 0     | Mario Méndez FC      | Javier Cruz                 | 27 de agosto | 18:00     |           |           |           |           |
| Total de goles: 20   |           |                      |                             |              |           |           |           |           |           |

| Jornada 7            | Jornada 7 | Jornada 7            | Jornada 7                   | Jornada 7       | Jornada 7 | Jornada 7 | Jornada 7 | Jornada 7 | Jornada 7 |
| -------------------- | --------- | -------------------- | --------------------------- | --------------- | --------- | --------- | --------- | --------- | --------- |
| Interzona            |           |                      |                             |                 |           |           |           |           |           |
| Local                | Resultado | Visitante            | Estadio                     | Fecha           | Hora      | TV        |           |           |           |
| Bocas FC             | 2 - 2     | SD Atlético Nacional | Edson Arantes do Nascimento | 31 de agosto    | 20:00     |           |           |           |           |
| San Francisco FC II  | 2 - 3     | Mario Méndez FC      | Muquita Sánchez             | 31 de agosto    | 20:00     |           |           |           |           |
| SD Panamá Oeste      | 2 - 0     | Universidad Latina   | Muquita Sánchez             | 1 de septiembre | 19:00     |           |           |           |           |
| Atlético Chiriquí II | 0 - 1     | Unión Coclé FC       | San Cristóbal               | 2 de septiembre | 18:00     |           |           |           |           |
| CA Independiente II  | 1 - 0     | Veraguas United FC   | Muquita Sánchez             | 3 de septiembre | 18:00     |           |           |           |           |
| Herrera FC II        | 1 - 2     | UDELAS FC            | Los Milagros                | 3 de septiembre | 18:00     |           |           |           |           |
| Total de goles: 16   |           |                      |                             |                 |           |           |           |           |           |

| Jornada 8            | Jornada 8 | Jornada 8            | Jornada 8        | Jornada 8        | Jornada 8 | Jornada 8 | Jornada 8 | Jornada 8 | Jornada 8 |
| -------------------- | --------- | -------------------- | ---------------- | ---------------- | --------- | --------- | --------- | --------- | --------- |
| Interzona            |           |                      |                  |                  |           |           |           |           |           |
| Local                | Resultado | Visitante            | Estadio          | Fecha            | Hora      | TV        |           |           |           |
| SD Panamá Oeste      | 8 - 0     | Atlético Chiriquí II | Muquita Sánchez  | 7 de septiembre  | 20:00     |           |           |           |           |
| Veraguas United FC   | 1 - 2     | San Francisco FC II  | Rafael Rodríguez | 8 de septiembre  | 17:00     |           |           |           |           |
| Mario Méndez FC      | 1 - 0     | Unión Coclé FC       | San Cristóbal    | 8 de septiembre  | 19:00     |           |           |           |           |
| SD Atlético Nacional | 2 - 2     | Universidad Latina   | Javier Cruz      | 8 de septiembre  | 20:00     |           |           |           |           |
| CA Independiente II  | 2 - 3     | Herrera FC II        | Muquita Sánchez  | 9 de septiembre  | 16:00     |           |           |           |           |
| UDELAS FC            | 1 - 1     | Bocas FC             | Javier Cruz      | 10 de septiembre | 16:00     |           |           |           |           |
| Total de goles: 23   |           |                      |                  |                  |           |           |           |           |           |

| Jornada 9            | Jornada 9 | Jornada 9            | Jornada 9        | Jornada 9        | Jornada 9 | Jornada 9 | Jornada 9 | Jornada 9 | Jornada 9 |
| -------------------- | --------- | -------------------- | ---------------- | ---------------- | --------- | --------- | --------- | --------- | --------- |
| Interzona            |           |                      |                  |                  |           |           |           |           |           |
| Local                | Resultado | Visitante            | Estadio          | Fecha            | Hora      | TV        |           |           |           |
| San Francisco FC II  | 1 - 1     | Bocas FC             | Muquita Sánchez  | 14 de septiembre | 20:00     |           |           |           |           |
| Unión Coclé FC       | 0 - 5     | Veraguas United FC   | Virgilio Tejeira | 15 de septiembre | 15:30     |           |           |           |           |
| Mario Méndez FC      | 2 - 2     | CA Independiente II  | San Cristóbal    | 15 de septiembre | 18:00     |           |           |           |           |
| Universidad Latina   | 1 - 2     | UDELAS FC            | Virgilio Tejeira | 16 de septiembre | 15:30     |           |           |           |           |
| Atlético Chiriquí II | 0 - 5     | SD Atlético Nacional | San Cristóbal    | 17 de septiembre | 18:00     |           |           |           |           |
| Herrera FC II        | 1 - 0     | SD Panamá Oeste      | Los Milagros     | 17 de septiembre | 18:00     |           |           |           |           |
| Total de goles: 20   |           |                      |                  |                  |           |           |           |           |           |

| Jornada 10           | Jornada 10 | Jornada 10           | Jornada 10                  | Jornada 10       | Jornada 10 | Jornada 10 | Jornada 10 | Jornada 10 | Jornada 10 |
| -------------------- | ---------- | -------------------- | --------------------------- | ---------------- | ---------- | ---------- | ---------- | ---------- | ---------- |
| Interzona            |            |                      |                             |                  |            |            |            |            |            |
| Local                | Resultado  | Visitante            | Estadio                     | Fecha            | Hora       | TV         |            |            |            |
| Universidad Latina   | 3 - 1      | CA Independiente     | Virgilio Tejeira            | 21 de septiembre | 15:30      |            |            |            |            |
| UDELAS FC            | 6 - 0      | Atlético Chiriquí II | Javier Cruz                 | 21 de septiembre | 19:00      |            |            |            |            |
| SD Panamá Oeste      | 1 - 1      | Veraguas United FC   | Muquita Sánchez             | 21 de septiembre | 18:00      |            |            |            |            |
| Bocas FC             | 4 - 1      | Unión Coclé FC       | Edson Arantes do Nascimento | 22 de septiembre | 19:00      |            |            |            |            |
| Herrera FC II        | 2 - 5      | San Francisco FC II  | Los Milagros                | 22 de septiembre | 19:00      |            |            |            |            |
| SD Atlético Nacional | 1 - 1      | Mario Méndez FC      | Javier Cruz                 | 22 de septiembre | 20:00      |            |            |            |            |
| Total de goles: 26   |            |                      |                             |                  |            |            |            |            |            |

| Jornada 11           | Jornada 11 | Jornada 11           | Jornada 11       | Jornada 11       | Jornada 11 | Jornada 11 | Jornada 11 | Jornada 11 | Jornada 11 |
| -------------------- | ---------- | -------------------- | ---------------- | ---------------- | ---------- | ---------- | ---------- | ---------- | ---------- |
| Interzona            |            |                      |                  |                  |            |            |            |            |            |
| Local                | Resultado  | Visitante            | Estadio          | Fecha            | Hora       | TV         |            |            |            |
| CA Independiente     | 1 - 1      | Bocas FC             | Muquita Sánchez  | 28 de septiembre | 20:00      |            |            |            |            |
| Unión Coclé FC       | 4 - 2      | Universidad Latina   | Virgilio Tejeira | 29 de septiembre | 15:30      |            |            |            |            |
| San Francisco FC II  | 7 - 0      | Atlético Chiriquí II | Muquita Sánchez  | 29 de septiembre | 19:00      |            |            |            |            |
| SD Atlético Nacional | 0 - 0      | Herrera FC II        | Javier Cruz      | 29 de septiembre | 20:00      |            |            |            |            |
| Veraguas United FC   | 1 - 1      | UDELAS FC            | Rafael Rodríguez | 30 de septiembre | 18:00      |            |            |            |            |
| Mario Méndez FC      | 0 - 1      | SD Panamá Oeste      | San Cristóbal    | 30 de septiembre | 19:00      |            |            |            |            |
| Total de goles: 18   |            |                      |                  |                  |            |            |            |            |            |

| Jornada 12           | Jornada 12 | Jornada 12          | Jornada 12                | Jornada 12   | Jornada 12 | Jornada 12 | Jornada 12 | Jornada 12 | Jornada 12 |
| -------------------- | ---------- | ------------------- | ------------------------- | ------------ | ---------- | ---------- | ---------- | ---------- | ---------- |
| Zona Norte           |            |                     |                           |              |            |            |            |            |            |
| Local                | Resultado  | Visitante           | Estadio                   | Fecha        | Hora       | TV         |            |            |            |
| Universidad Latina   | 1 - 5      | Bocas FC            | Virgilio Tejeira          | 6 de octubre | 15:30      |            |            |            |            |
| Mario Méndez FC      | 1 - 0      | Herrera FC II       | San Cristóbal             | 6 de octubre | 19:00      |            |            |            |            |
| Atlético Chiriquí II | 1 - 5      | Veraguas United FC  | San Cristóbal             | 8 de octubre | 18:00      |            |            |            |            |
| Zona Sur             |            |                     |                           |              |            |            |            |            |            |
| Local                | Resultado  | Visitante           | Estadio                   | Fecha        | Hora       | TV         |            |            |            |
| San Francisco FC II  | 1 - 1      | CA Independiente II | Agustín 'Muquita' Sánchez | 5 de octubre | 20:00      |            |            |            |            |
| SD Atlético Nacional | 1 - 0      | UDELAS FC           | Javier Cruz               | 6 de octubre | 20:00      |            |            |            |            |
| Unión Coclé FC       | 1 - 2      | SD Panamá Oeste     | Virgilio Tejeira          | 7 de octubre | 15:30      |            |            |            |            |
| Total de goles: 19   |            |                     |                           |              |            |            |            |            |            |

| Jornada 13          | Jornada 13 | Jornada 13           | Jornada 13                  | Jornada 13     | Jornada 13 | Jornada 13 | Jornada 13 | Jornada 13 | Jornada 13 |
| ------------------- | ---------- | -------------------- | --------------------------- | -------------- | ---------- | ---------- | ---------- | ---------- | ---------- |
| Zona Norte          |            |                      |                             |                |            |            |            |            |            |
| Local               | Resultado  | Visitante            | Estadio                     | Fecha          | Hora       | TV         |            |            |            |
| Bocas FC            | 13 - 1     | Atlético Chiriquí II | Edson Arantes do Nascimento | 1 de diciembre | 16:00      |            |            |            |            |
| Herrera FC II       | 3 - 1      | Universidad Latina   | Los Milagros                | 14 de octubre  | 19:00      |            |            |            |            |
| Veraguas United FC  | 0 - 0      | Mario Méndez FC      | Rafael Rodríguez            | 15 de octubre  | 18:00      |            |            |            |            |
| Zona Sur            |            |                      |                             |                |            |            |            |            |            |
| Local               | Resultado  | Visitante            | Estadio                     | Fecha          | Hora       | TV         |            |            |            |
| SD Panamá Oeste     | 1 - 1      | San Francisco FC II  | Agustín 'Muquita' Sánchez   | 12 de octubre  | 20:00      |            |            |            |            |
| UDELAS FC           | 0 - 0      | Unión Coclé FC       | Javier Cruz                 | 13 de octubre  | 19:00      |            |            |            |            |
| CA Independiente II | 2 - 3      | SD Atlético Nacional | Agustín 'Muquita' Sánchez   | 14 de octubre  | 17:00      |            |            |            |            |
| Total de goles: 25  |            |                      |                             |                |            |            |            |            |            |

| Jornada 14          | Jornada 14 | Jornada 14           | Jornada 14                | Jornada 14    | Jornada 14 | Jornada 14 | Jornada 14 | Jornada 14 | Jornada 14 |
| ------------------- | ---------- | -------------------- | ------------------------- | ------------- | ---------- | ---------- | ---------- | ---------- | ---------- |
| Zona Norte          |            |                      |                           |               |            |            |            |            |            |
| Local               | Resultado  | Visitante            | Estadio                   | Fecha         | Hora       | TV         |            |            |            |
| Universidad Latina  | 8 - 2      | Atlético Chiriquí II | Virgilio Tejeira          | 20 de octubre | 15:30      |            |            |            |            |
| Mario Méndez FC     | 1 - 1      | Bocas FC             | San Cristóbal             | 20 de octubre | 19:00      |            |            |            |            |
| Herrera FC II       | 0 - 4      | Veraguas United FC   | Los Milagros              | 20 de octubre | 20:00      |            |            |            |            |
| Zona Sur            |            |                      |                           |               |            |            |            |            |            |
| Local               | Resultado  | Visitante            | Estadio                   | Fecha         | Hora       | TV         |            |            |            |
| San Francisco FC II | 3 - 1      | UDELAS FC            | Agustín 'Muquita' Sánchez | 20 de octubre | 20:00      |            |            |            |            |
| Unión Coclé FC      | 0 - 2      | SD Atlético Nacional | Virgilio Tejiera          | 21 de octubre | 15:30      |            |            |            |            |
| SD Panamá Oeste     | 4 - 2      | CA Independiente II  | Agustín 'Muquita' Sánchez | 22 de octubre | 17:00      |            |            |            |            |
| Total de goles: 28  |            |                      |                           |               |            |            |            |            |            |

| Jornada 15           | Jornada 15 | Jornada 15          | Jornada 15                  | Jornada 15      | Jornada 15 | Jornada 15 | Jornada 15 | Jornada 15 | Jornada 15 |
| -------------------- | ---------- | ------------------- | --------------------------- | --------------- | ---------- | ---------- | ---------- | ---------- | ---------- |
| Zona Norte           |            |                     |                             |                 |            |            |            |            |            |
| Local                | Resultado  | Visitante           | Estadio                     | Fecha           | Hora       | TV         |            |            |            |
| Universidad Latina   | 1 - 7      | Mario Méndez FC     | Virgilio Tejeira            | 4 de diciembre  | 15:30      |            |            |            |            |
| Bocas FC             | 5 - 1      | Veraguas United FC  | Edson Arantes do Nascimento | 4 de diciembre  | 15:30      |            |            |            |            |
| Atlético Chiriquí II | 4 - 3      | Herrera FC II       | San Cristóbal               | 4 de diciembre  | 15:30      |            |            |            |            |
| Zona Sur             |            |                     |                             |                 |            |            |            |            |            |
| Local                | Resultado  | Visitante           | Estadio                     | Fecha           | Hora       | TV         |            |            |            |
| SD Atlético Nacional | 1 - 1      | San Francisco FC II | Javier Cruz García          | 11 de noviembre | 16:00      |            |            |            |            |
| UDELAS FC            | 2 - 1      | SD Panamá Oeste     | Javier Cruz García          | 12 de noviembre | 16:00      |            |            |            |            |
| CA Independiente II  | 3 - 2      | Unión Coclé         | Agustín 'Muquita' Sánchez   | 24 de noviembre | 14:00      |            |            |            |            |
| Total de goles: 31   |            |                     |                             |                 |            |            |            |            |            |

| Jornada 16           | Jornada 16 | Jornada 16           | Jornada 16                  | Jornada 16      | Jornada 16 | Jornada 16 | Jornada 16 | Jornada 16 | Jornada 16 |
| -------------------- | ---------- | -------------------- | --------------------------- | --------------- | ---------- | ---------- | ---------- | ---------- | ---------- |
| Zona Norte           |            |                      |                             |                 |            |            |            |            |            |
| Local                | Resultado  | Visitante            | Estadio                     | Fecha           | Hora       | TV         |            |            |            |
| Atlético Chiriquí II | 0 - 8      | Mario Méndez FC      | San Cristóbal               | 15 de noviembre | 16:00      |            |            |            |            |
| Veraguas United FC   | 3 - 1      | Universidad Latina   | Rafael Rodríguez            | 25 de noviembre | 16:00      |            |            |            |            |
| Bocas FC             | 6 - 3      | Herrera FC II        | Edson Arantes do Nascimento | 7 de diciembre  | 17:00      |            |            |            |            |
| Zona Sur             |            |                      |                             |                 |            |            |            |            |            |
| Local                | Resultado  | Visitante            | Estadio                     | Fecha           | Hora       | TV         |            |            |            |
| UDELAS FC            | 3 - 2      | CA Independiente II  | Javier Cruz García          | 16 de noviembre | 16:00      |            |            |            |            |
| SD Panamá Oeste      | 2 - 3      | SD Atlético Nacional | Javier Cruz García          | 17 de noviembre | 16:00      |            |            |            |            |
| Unión Coclé          | 1 - 3      | San Francisco FC II  | Virgilio Tejeira            | 27 de noviembre | 14:00      |            |            |            |            |
| Total de goles: 35   |            |                      |                             |                 |            |            |            |            |            |

## Fase Final
|  | Semifinales de Conferencia                                                                         | Semifinales de Conferencia                                                                         | Semifinales de Conferencia                                                                         | Semifinales de Conferencia                                                                         | Semifinales de Conferencia                                                                         |   |        | Finales de Conferencia                                                | Finales de Conferencia                                                | Finales de Conferencia                                                |  |      | Final Clausura          | Final Clausura          | Final Clausura          |  |
|  | 23 de noviembre y 10 de diciembre de 2023 (Ida) 27 de noviembre y 13 de diciembre de 2023 (Vuelta) | 23 de noviembre y 10 de diciembre de 2023 (Ida) 27 de noviembre y 13 de diciembre de 2023 (Vuelta) | 23 de noviembre y 10 de diciembre de 2023 (Ida) 27 de noviembre y 13 de diciembre de 2023 (Vuelta) | 23 de noviembre y 10 de diciembre de 2023 (Ida) 27 de noviembre y 13 de diciembre de 2023 (Vuelta) | 23 de noviembre y 10 de diciembre de 2023 (Ida) 27 de noviembre y 13 de diciembre de 2023 (Vuelta) |   |        | 1 de diciembre (Conferencia Este) 16 de diciembre (Conferencia Oeste) | 1 de diciembre (Conferencia Este) 16 de diciembre (Conferencia Oeste) | 1 de diciembre (Conferencia Este) 16 de diciembre (Conferencia Oeste) |  |      | 18 de diciembre de 2023 | 18 de diciembre de 2023 | 18 de diciembre de 2023 |  |
|  | | | | | |   |        |                                                                       |                                                                       |                                                                       |  |      |                         |                         |                         |  |
|  | | | | | |   |        |                                                                       |                                                                       |                                                                       |  |      |                         |                         |                         |  |
|  | 1°N(E)                                                                                             | Sporting SM II                                                                                     | 4                                                                                                  | 3                                                                                                  | 7                                                                                                  |   |        |                                                                       |                                                                       |                                                                       |  |      |                         |                         |                         |  |
|  | 1°N(E)                                                                                             | Sporting SM II                                                                                     | 4                                                                                                  | 3                                                                                                  | 7                                                                                                  |   |        |                                                                       |                                                                       |                                                                       |  |      |                         |                         |                         |  |
|  | 2°S(E)                                                                                             | Alianza FC II                                                                                      | 0                                                                                                  | 1                                                                                                  | 1                                                                                                  |   |        |                                                                       |                                                                       |                                                                       |  |      |                         |                         |                         |  |
|  | 2°S(E)                                                                                             | Alianza FC II                                                                                      | 0                                                                                                  | 1                                                                                                  | 1                                                                                                  |   | 1°N(E) | Sporting SM II                                                        | 0                                                                     |                                                                       |  |      |                         |                         |                         |  |
|  | | | | | |   | 1°N(E) | Sporting SM II                                                        | 0                                                                     |                                                                       |  |      |                         |                         |                         |  |
|  | | | 2°N(E)                                                                                             | Águilas de la U                                                                                    | 1                                                                                                  |   |        |                                                                       |                                                                       |                                                                       |  |      |                         |                         |                         |  |
|  | 1°S(E)                                                                                             | Tauro FC II                                                                                        | 2°N(E)                                                                                             | Águilas de la U                                                                                    | 1                                                                                                  | 1 | 0      | 1 (3)                                                                 |                                                                       |                                                                       |  |      |                         |                         |                         |  |
|  | 1°S(E)                                                                                             | Tauro FC II                                                                                        | | | |   |        | 1 (3)                                                                 |                                                                       |                                                                       |  |      |                         |                         |                         |  |
|  | 2°N(E)                                                                                             | Águilas de la U                                                                                    | 0                                                                                                  | 1                                                                                                  | 1 (4)                                                                                              |   |        |                                                                       |                                                                       |                                                                       |  |      |                         |                         |                         |  |
|  | 2°N(E)                                                                                             | Águilas de la U                                                                                    | 0                                                                                                  | 1                                                                                                  | 1 (4)                                                                                              |   |        |                                                                       |                                                                       |                                                                       |  | C(E) | Águilas de la U         | 2                       |                         |  |
|  | | | | | |   |        |                                                                       |                                                                       |                                                                       |  | C(E) | Águilas de la U         | 2                       |                         |  |
|  | | | C(O)                                                                                               | Veraguas United FC                                                                                 | 0                                                                                                  |   |        |                                                                       |                                                                       |                                                                       |  |      |                         |                         |                         |  |
|  | 1°N(O)                                                                                             | Veraguas United FC                                                                                 | C(O)                                                                                               | Veraguas United FC                                                                                 | 0                                                                                                  | 2 | 2      | 4 (5)                                                                 |                                                                       |                                                                       |  |      |                         |                         |                         |  |
|  | 1°N(O)                                                                                             | Veraguas United FC                                                                                 | | | |   |        | 4 (5)                                                                 |                                                                       |                                                                       |  |      |                         |                         |                         |  |
|  | 2°S(O)                                                                                             | SD Atlético Nacional                                                                               | 3                                                                                                  | 1                                                                                                  | 4 (4)                                                                                              |   |        |                                                                       |                                                                       |                                                                       |  |      |                         |                         |                         |  |
|  | 2°S(O)                                                                                             | SD Atlético Nacional                                                                               | 3                                                                                                  | 1                                                                                                  | 4 (4)                                                                                              |   | 1°N(O) | Veraguas United FC                                                    | 1                                                                     |                                                                       |  |      |                         |                         |                         |  |
|  | | | | | |   | 1°N(O) | Veraguas United FC                                                    | 1                                                                     |                                                                       |  |      |                         |                         |                         |  |
|  | | | 1°S(O)                                                                                             | San Francisco FC II                                                                                | 0                                                                                                  |   |        |                                                                       |                                                                       |                                                                       |  |      |                         |                         |                         |  |
|  | 1°S(O)                                                                                             | San Francisco FC II                                                                                | 1°S(O)                                                                                             | San Francisco FC II                                                                                | 0                                                                                                  | 3 | 1      | 4 (3)                                                                 |                                                                       |                                                                       |  |      |                         |                         |                         |  |
|  | 1°S(O)                                                                                             | San Francisco FC II                                                                                | | | |   |        | 4 (3)                                                                 |                                                                       |                                                                       |  |      |                         |                         |                         |  |
|  | 2°N(O)                                                                                             | CD Bocas FC                                                                                        | 1                                                                                                  | 3                                                                                                  | 4 (2)                                                                                              |   |        |                                                                       |                                                                       |                                                                       |  |      |                         |                         |                         |  |
|  | 2°N(O)                                                                                             | CD Bocas FC                                                                                        | 1                                                                                                  | 3                                                                                                  | 4 (2)                                                                                              |   |        |                                                                       |                                                                       |                                                                       |  |      |                         |                         |                         |  |
|  | | | | | |   |        |                                                                       |                                                                       |                                                                       |  |      |                         |                         |                         |  |

### Semifinales de Conferencia

#### Conferencia Este

##### Sporting San Miguelito II - Alianza F. C. II
| Ida; 23 de noviembre de 2023; 17:00 | Alianza II | 0:4     | Sporting S. M. II                                          | Estadio Luis E. "Cascarita" Tapia, Panamá |             |
|                                     |            | Reporte | 5' Adán Henricks · 26' Jameel Lynch · 31' 40' José Marengo | Árbitro(s):                               | Árbitro(s): |

| Vuelta; 27 de noviembre de 2023; 16:00 | Sporting S. M. II                              | 3:1 (1:1) (Global 7:1) | Alianza II      | Estadio Los Andes, San Miguelito |             |
|                                        | Danielo Hoyos Gustavo Herrera Abdiel Rodríguez | Reporte                | Johused Peñalba | Árbitro(s):                      | Árbitro(s): |

##### Tauro F. C. II - Águilas de la U
| Ida; 23 de noviembre de 2023; 16:00 | Águilas de la U | 0:1 (0:0) | Tauro FC II    | Estadio Javier Cruz, Panamá |             |
|                                     |                 | Reporte   | 89' Érick Díaz | Árbitro(s):                 | Árbitro(s): |

| Vuelta; 27 de noviembre de 2023; 17:00 | Tauro FC II | 0:1 (t. s.)(3:4 p.)(Global 1:1) | Águilas de la U  | Estadio Luis E. "Cascarita" Tapia, Panamá |             |
|                                        |             | Reporte                         | 45+1' Moisés Gil | Árbitro(s):                               | Árbitro(s): |

#### Conferencia Oeste

##### Veraguas United F. C. - S. D. Atlético Nacional
| Ida; 10 de diciembre de 2023; 17:00 | SD Atlético Nacional                                       | 3:2     | Veraguas United F. C.  | Estadio Javier Cruz, Panamá |             |
|                                     | Ronaldo Rivas 18' · José Morales 50' · Mario Henríquez 83' | Reporte | Édgar Espinosa 32' 53' | Árbitro(s):                 | Árbitro(s): |

| Vuelta; 13 de diciembre de 2023; 18:00 | Veraguas United F. C.                                                      | 2:1 (t. s.)(5:4 p.)(Global 4:4) | SD Atlético Nacional                                                        | Estadio Rafael Rodríguez, Atalaya |             |
|                                        | Tito Mendoza 11' · Juan Sangel 98'                                         | Reporte                         | 108' Luis Pinzón                                                            | Árbitro(s):                       | Árbitro(s): |
|                                        |                                                                            | Tiros desde el punto penal      |                                                                             |                                   |             |
|                                        | Édgar Espinosa · Luis Torres · Juan Batista · Amable Pinzón · Tito Mendoza |                                 | Mario Henríquez · Miguel Vega · Orlando Soto · José Morales · Esteban Pinto |                                   |             |

##### San Francisco F. C. II - C. D. Bocas F. C.
| Ida; 10 de diciembre de 2023; 19:00 | San Francisco FC II                         | 3:1     | C. D. Bocas F. C. | Estadio Agustín Muquita Sánchez, La Chorrera |             |
|                                     | Luis Gaitán · Alexis Betegón · Keny Bonilla | Reporte | Aldair McKenzie   | Árbitro(s):                                  | Árbitro(s): |

| Vuelta; 13 de diciembre de 2023; 19:00 | C. D. Bocas F. C.                   | 3:1 (t. s.)(3:2 p.)(Global 4:4) | San Francisco FC II | Estadio Edson Arantes do Nascimento, El Empalme |             |
|                                        | Aldair McKenzie · Deybid Villarreal | Reporte                         | Carlos Rivera       | Árbitro(s):                                     | Árbitro(s): |

### Finales de Conferencia

#### Conferencia Este

##### Sporting SM II - Águilas de la U
| Final de Conferencia; 1 de diciembre de 2023; 17:00 | Sporting S. M. II | 0:1 (0:0) | Águilas de la U     | Complejo Deportivo de Los Andes, San Miguelito |             |
|                                                     |                   | Reporte   | 90+2' Kevin Candelo | Árbitro(s):                                    | Árbitro(s): |

#### Conferencia Oeste

##### Veraguas United F. C. - San Francisco F. C. II
| Final de Conferencia; 16 de diciembre de 2023; 17:00 | Veraguas United F. C. | 1:0 | San Francisco FC II | Complejo Deportivo de Los Andes, San Miguelito |             |
|                                                      | Edgar Espinosa 43'    |     |                     | Árbitro(s):                                    | Árbitro(s): |

### Gran Final

##### Veraguas United F. C. - Águilas de la U
| Final; 18 de diciembre de 2023, 20:00 | Veraguas United F. C. | 0:2 | Águilas de la U                      | Complejo Deportivo de Los Andes, San Miguelito |                         |
|                                       |                       |     | 3' Jhoamir Hill · 21' Ramsés De León | Árbitro(s): Jorge Leira                        | Árbitro(s): Jorge Leira |

| Clasifica a la Superfinal 2023 Águilas de la U |

| Campeón Clausura 2023 |
| --------------------- |
|                       |
| Águilas de la U       |
| 1° Título             |

## Estadísticas

### Tabla de goleadores
Lista con los máximos goleadores de la competencia.
| Pos. | Posición | Jugador           | Equipo                  | Goles |
| ---- | -------- | ----------------- | ----------------------- | ----- |
| 1.º  |          | Aldair McKenzie   | C. D. Bocas F. C.       | 21    |
| 2.º  |          | Edgar Espinosa    | Veraguas United F. C.   | 13    |
| 3.º  |          | Enrico Small      | Academy Champions F. C. | 11    |
| 4.º  |          | Ramsés De León    | Águilas de la U         | 10    |
| 4.º  |          | Ricardo French    | Tauro F. C. II          | 10    |
| 5.º  |          | Gustavo Herrera   | Sporting S. M. II       | 9     |
| 6.º  |          | Ricardo Gorday    | Tauro F. C. II          | 8     |
| 6.º  |          | Ángel Pérez       | Herrera F. C. II        | 8     |
| 7.º  |          | Ricauter Barsallo | Mario Méndez F. C.      | 7     |
| 7.º  |          | Julio Domínguez   | Mario Méndez F. C.      | 7     |
| 7.º  |          | Mario Henríquez   | S. D. Atlético Nacional | 7     |
| 7.º  |          | Luis Villalobos   | Universidad Latina      | 7     |